# Opistharsostethus sexpunctatus
Opistharsostethus sexpunctatus är en insektsart som beskrevs av Victor Lallemand 1930. Opistharsostethus sexpunctatus ingår i släktet Opistharsostethus och familjen spottstritar. Inga underarter finns listade i Catalogue of Life.